# Còdex mesoamericà

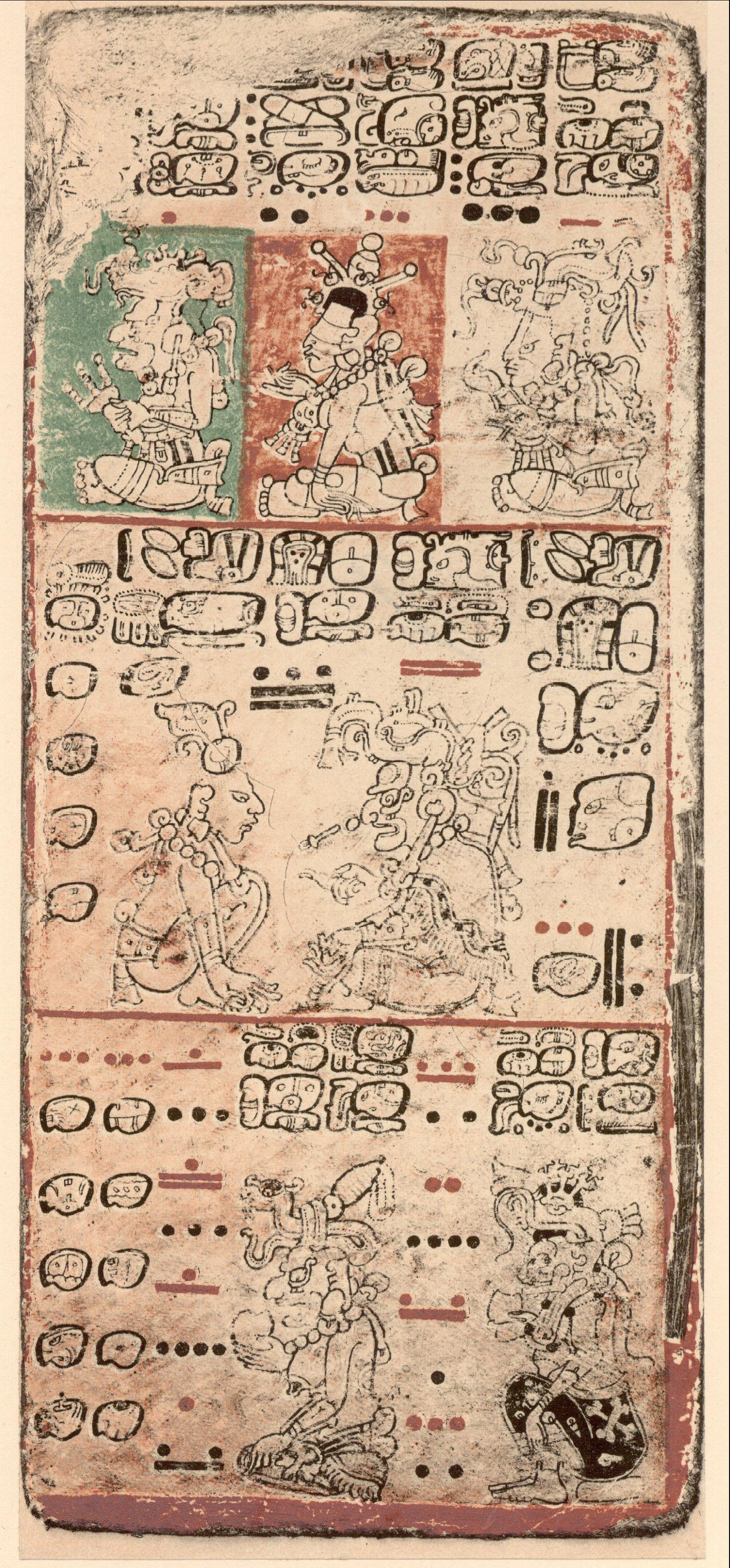
Els còdexs maies prehispànics que es coneixen procedeixen de la península de Yucatán i tenen una temàtica essencialment calendàrica. A la imatge, la làmina 9 del Còdex de Dresden, cultura maia, Període Posclàssic (ss. X-XVI).

Un còdex mesoamericà és aquell document realitzat per membres dels pobles indígenes de Mesoamèrica abans de la Conquesta espanyola dels seus territoris. Aquests documents constitueixen un testimoni de la manera com els indígenes mesoamericans concebien el temps i la història. També constitueixen alguns dels principals exemples dels sistemes d'escriptura que es van emprar en l'Amèrica Mitjana al llarg de mil·lennis.
Després de la Conquesta de Mèxic, els còdexs van ser destruïts en grans quantitats en actes com l'Acte de Maní -realitzat el 12 de juliol de 1562 en Maní (Yucatán), on Diego de Landa va ordenar la incineració de diversos d'aquests documents, obra dels maies, per considerar-los -una mostra de la idolatria dels indígenes-. Altres còdex, es van extraviar o no van sobreviure al pas del temps. En l'actualitat només se'n conserven molt pocs, tots protegits per museus i biblioteques d'Europa, amb excepció del Còdex Colombí, que es troba en la Biblioteca Nacional d'Antropologia i Història de Mèxic (BNAH). Aquest petit grup està compost per quatre còdexs mixtecs, tres còdexs maies i els set còdexs del grup Borja. A ells se sumen altres que van ser realitzats o conclosos durant la Colònia, encara que la seva temàtica i estil presenten escassa o cap influència europea. Aquests documents són els tres còdexs mexiques i el Còdex Selden, d'origen mixteca. Un còdex més, el Fragment de Grolier, d'origen maia, és controvertit perquè es discuteix la seva autenticitat.

## Suports
Els suportis empleats per a la realització dels documents són variables. Els mesoamericanos van desenvolupar una tècnica per realitzar una espècie de paper amb la fibra cuita del jonote o amate. S'han identificat alguns exemplars elaborats amb fibres d'atzavara o maguey i uns altres més sobre pells d'humans.

## Format

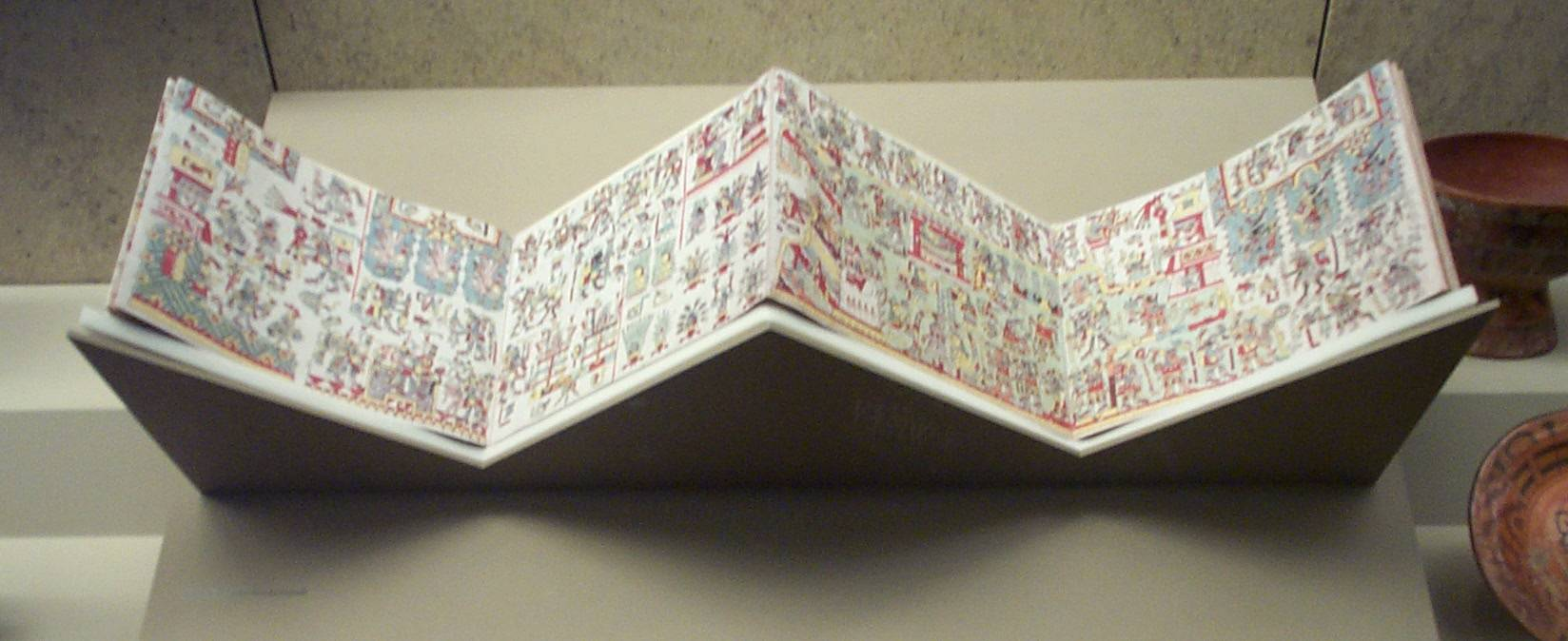
Els còdexs mesoamericans eren grans paravents d'amate o pell. En la imatge, una còpia del Còdex Nuttall, exposada en el Museu Britànic, permet veure el format dels còdexs precolombins. Còdex Nuttall, procedeix de la Mixteca Alta, Període Posclàssic (ss. X-XVI).

Els suports emprats per a la realització dels documents són variables. Els mesoamericans van desenvolupar una tècnica per realitzar una mena de paper amb la fibra cuita del jonote o amate. S'han identificat alguns exemplars elaborats amb fibres d'atzavara o maguey. Aquestes làmines són conegudes com a paper amate i la seva fabricació i ús sobreviu en algunes zones de la Serra Nord de Pobla i l'estat de Guerrero. La preparació del paper amate implicava la cocció de l'escorça d'amate (Ficus glabrata) en una solució de calç. La fibra, cuita i escorreguda, era col·locada sobre una làmina de fusta en forma de quadrícula. Per consolidar una làmina d'amate es donaven cops amb pedres llises fins a formar el paper, que es deixava assecar al sol sobre la làmina de fusta. Un altre tipus de suport era la pell dels animals, especialment la del cérvol. La pell de cérvol era triada per la seva resistència i durabilitat. La pell es enfortia i s'aprimava mitjançant raspat, de manera que es transformava en un suport molt semblant a l'isard.
Tant les làmines de amate com les de pells animals eren recobertes amb una capa de estuc blanc a base de guix, sobre les que s'aplicaven les pictografies amb pintures d'origen divers. Algunes pintures s'obtenien de terres o minerals molts, altres eren preparades a partir de colorants o tints naturals obtinguts d'insectes, com el vermell de la cotxinilla, o de plantes, com el blau del anyil.

## Temàtica
els còdexs mixtecs, mexicas i del grup Borja tenen dimensions que s'aproximen bastant a un quadrat.
La majoria dels còdexs que es coneixen en l'actualitat van ser pintats a les dues cares. Els més llargs d'ells, com el Vindobonensis o el Dresden posseeixen més de 50 fulls. L'estat de conservació dels diversos còdexs és variable. Alguns, com el Nuttall o el Fejérváry-Mayer es troben en excel·lents condicions. Altres, com el Colombino-Becker, van ser mutilats des de l'època colonial.
Les temàtiques dels còdexs precolombins mesoamericans se centren en dues qüestions. D'una banda, una gran vessant està relacionada amb l'astronomia. A aquesta categoria pertanyen tots els còdexs maies i el grup Borja, a més del Còdex Borbònic. Són pròpiament el que els antics nahua van anomenar Tonalamatl o llibre dels dies. S'hi descriu les relacions entre els dies del calendari ritual de 260 dies i les deïtats patrones de cadascuna de les trecenas, de cada signe dels dies. A més, en el cas dels còdexs del grup Borja, sembla molt probable que les làmines d'alguns d'ells siguin descripcions molt minucioses del tipus d'ofrenes que s'havien de presentar en cada dia amb el propòsit d'obtenir el favor dels déus.
Una altra gran vessant està composta pels còdexs històrics. En aquesta categoria entren tots els còdexs mixteques i la Tira de la Peregrinació mexica. Els còdexs històrics conserven relats sobre esdeveniments importants que van ocórrer en el devanir dels pobles que els van crear. Per exemple, la Tira de la Peregrinació narra la travessia dels mexicas des de Aztlán fins Culhuacan, detallant el nombre d'anys que van passar en la seva llarga migració. Els còdexs mixtecs que es conserven giren tots al voltant de la figura de Vuit Cérvol, senyor de Tututepec. En tots aquests documents es narra la història de l'ascens del poder de Vuit Cérvol, encara que cada un d'ells posa èmfasi especial en els assumptes que van ser d'importància per a la comunitat en què van ser confeccionats. A més, els còdexs mixtecs proveeixen genealogies molt detallades de senyorius tan importants com Tilantongo, Zaachila i Teozacoalco.
La Matrícula dels Tributs és especial perquè les seves seccions combinen informació sobre el tipus de contribucions que els subjectes de Mèxic-Tenochtitlan havien de pagar a la capital tenochca. A més incorpora nombroses dades sobre la història de la Gran Tenochtitlan. Per la seva banda, el Còdex Vindobonensis proporciona una detallada relació dels mites mixtecs de la Creació, l'acomodament dels dies i l'origen del poble de la pluja